# Джонатан Менса
Джо́натан Менса́ (англ. Jonathan Mensah; нар. 13 липня 1990 року, Аккра, Гана) — ганський футболіст. захисник збірної Гани та французького «Евіана».

## Досягнення
- Чемпіонат Африки (U-20)
  - Чемпіон: 2009

- Чемпіонат світу серед молодіжних команд
  - Чемпіон: 2009

- Кубок африканських націй
  - Фіналіст: 2010, 2015